# 哈密頓-雅可比方程式
本条目中，向量與标量分別用粗體與斜體顯示。例如，位置向量通常用 {\displaystyle \mathbf {r} \,\!} 表示；而其大小則用 {\displaystyle r\,\!} 來表示。

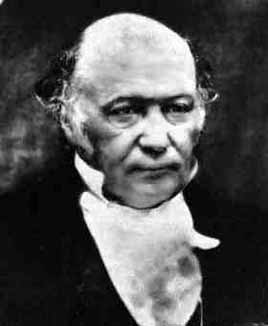
威廉·哈密顿

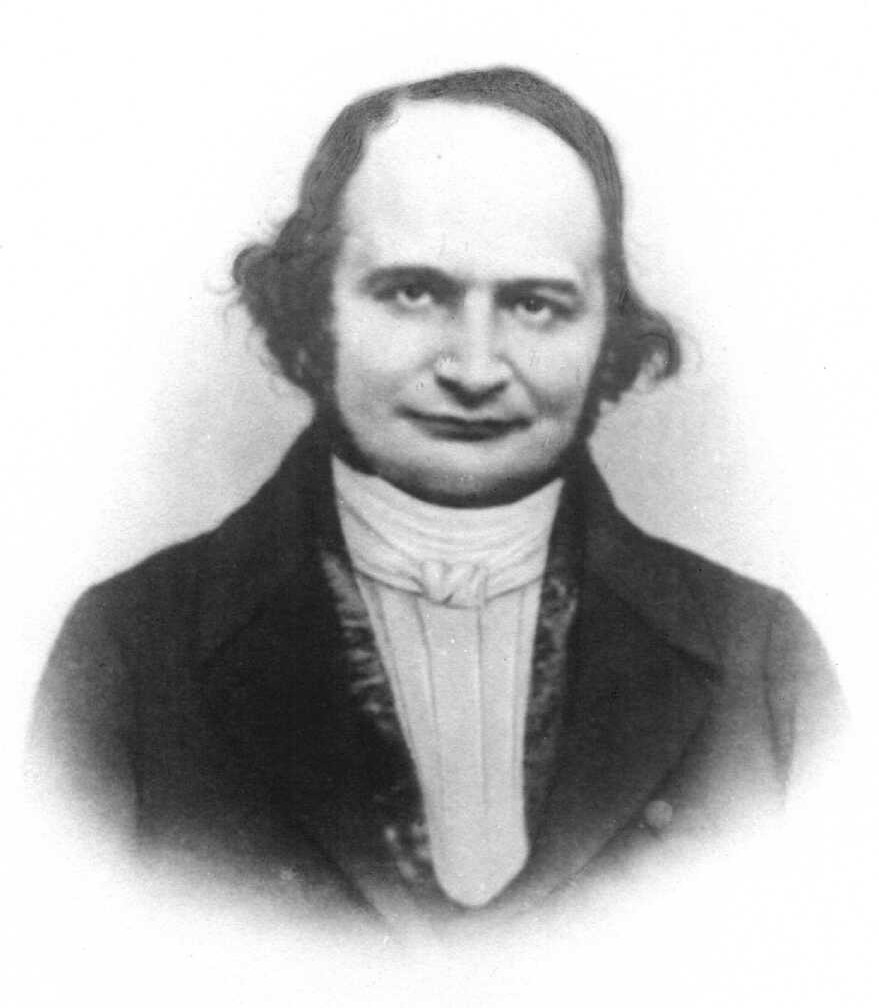
卡爾·雅可比

在物理學裏，哈密頓-雅可比方程 （Hamilton-Jacobi equation，HJE） 是經典力學的一種表述。哈密顿-雅可比方程、牛頓力學、拉格朗日力學、哈密頓力學，這幾個表述是互相全等的。而哈密顿-雅可比方程在辨明守恆的物理量方面，特別有用處。有時候，雖然物理問題的本身無法完全解析，哈密顿-雅可比方程仍舊能夠正確的辨明守恆的物理量。
HJE 是经典哈密顿量一个正则变换，经过该变换得到的结果是一个一阶非线性偏微分方程，方程式之解描述了系统的行为。与哈密顿运动方程的不同之处在于 HJE 是一个偏微分方程，每个变量对应于一个坐标，而哈密顿方程是一个一阶线性方程组，每两个方程对应于一个坐标。HJE 可以漂亮地解析一些重要问题，例如开普勒问题。
HJE 是唯一能夠將粒子運動表達為波動的一種力學表述。因此，HJE 滿足了一個長久以來理論物理的研究目標（早至 18 世紀，約翰·白努利和他的學生皮埃爾·莫佩爾蒂的年代）；那就是，尋找波傳播與粒子運動的相似之處。力學系統的波動方程式與薛丁格方程式很相似；但並不相同。稍後會有詳細說明。HJE 被認為是從經典力學進入量子力學最近的門階。

## 數學表述
哈密頓-雅可比方程是一個一階非线性偏微分方程式。用數學表達
{\displaystyle {\mathcal {H}}\left(q_{1},\ \dots ,q_{N};\ {\frac {\partial S}{\partial q_{1}}},\ \dots ,\ {\frac {\partial S}{\partial q_{N}}};\ t\right)+{\frac {\partial S}{\partial t}}=0} ；
其中，{\displaystyle {\mathcal {H}}} 是哈密頓量，未知函數 {\displaystyle S(q_{1},\ \dots ,\ q_{N};\ a_{1},\ \dots ,\ a_{N};\ t)} 稱為哈密頓主函數，{\displaystyle (q_{1},\ \dots ,\ q_{N})} 是廣義座標，{\displaystyle (a_{1},\ \dots ,\ a_{N})} 是積分常數，{\displaystyle t} 是時間。 
假若能夠找到哈密頓主函數 {\displaystyle S} 的形式，就可以計算出廣義坐標 {\displaystyle (q_{1},\ \dots ,\ q_{N})} 與廣義動量 {\displaystyle (p_{1},\ \dots ,\ p_{N})} 隨時間的演變。這樣，可以完全地解析物理系統隨時間的演化。

## 各種力學表述的比較
哈密頓-雅可比方程是一個一階非线性偏微分方程式；其中，函數 {\displaystyle S(q_{1},\ \dots ,\ q_{N};\ a_{1},\ \dots ,\ a_{N};\ t)} 有 {\displaystyle N} 個廣義坐標 {\displaystyle q_{1},\dots ,q_{N}} ，和 {\displaystyle N} 個獨立的積分常數{\displaystyle (a_{1},\ \dots ,\ a_{N})} 。在 HJE 中，哈密頓主函數 {\displaystyle S} 有一个很有意思的属性，它是一種经典作用量。
與拉格朗日力學的拉格朗日方程比較，哈密頓力學裏使用共軛動量而非廣義速度。並且，哈密頓方程乃是一組 {\displaystyle 2N} 個一階微分方程式，用來表示 {\displaystyle N} 個廣義坐標和 {\displaystyle N} 個廣義動量隨時間的演變，而拉格朗日方程則是一組 {\displaystyle N} 個二階微分方程式，用來表示 {\displaystyle N} 個廣義坐標隨時間的演變。
因為 HJE 等價於一個最小積分問題（像哈密頓原理）， HJE 可以用於許多關於變分法的問題。更推廣地，在數學與物理的其它分支，像動力系統、辛幾何、量子混沌理論，都可以用 HJE 來解析問題。例如，HJE 可以用來找尋黎曼流形的測地線，這是黎曼幾何一個很重要的變分法問題。

## 導引
在哈密頓力學裏，正則變換將一組正則坐標 {\displaystyle (\mathbf {q} ,\ \mathbf {p} )} 變換為一組新的正則坐標 {\displaystyle (\mathbf {Q} ,\ \mathbf {P} )} ，而同時維持哈密頓方程式的型式（稱為型式不變性）。舊的哈密頓方程式為
{\displaystyle {\dot {\mathbf {q} }}=~~{\frac {\partial {\mathcal {H}}}{\partial \mathbf {p} }}} ，
{\displaystyle {\dot {\mathbf {p} }}=-{\frac {\partial {\mathcal {H}}}{\partial \mathbf {q} }}} ；
新的哈密頓方程式為
{\displaystyle {\dot {\mathbf {Q} }}=~~{\frac {\partial {\mathcal {K}}}{\partial \mathbf {P} }}} ，
{\displaystyle {\dot {\mathbf {P} }}=-{\frac {\partial {\mathcal {K}}}{\partial \mathbf {Q} }}} ；
這裏，{\displaystyle {\mathcal {H}}(\mathbf {q} ,\ \mathbf {p} ,\ t)} 、{\displaystyle {\mathcal {K}}(\mathbf {Q} ,\ \mathbf {P} ,\ t)} 分別為舊的哈密頓量與新的哈密頓量，{\displaystyle t} 是時間。
假若，使用第二型生成函數 {\displaystyle G_{2}(\mathbf {q} ,\ \mathbf {P} ,\ t)} 來生成新正則坐標，則新舊正則坐標的關係為
{\displaystyle {\frac {\partial G_{2}}{\partial \mathbf {q} }}=\mathbf {p} } ，
{\displaystyle {\frac {\partial G_{2}}{\partial \mathbf {P} }}=\mathbf {Q} } 。
而新舊哈密頓量的關係為
{\displaystyle {\mathcal {K}}={\mathcal {H}}+{\frac {\partial G_{2}}{\partial t}}} 。
（條目正則變換有更詳細的说明。） 

### 哈密頓主函數
假若，可以找到一個第二型生成函數 {\displaystyle S=G_{2}} 。這生成函數使新哈密頓量 {\displaystyle {\mathcal {K}}} 恆等於 0 。稱這個生成函數 {\displaystyle S(\mathbf {q} ,\ \mathbf {P} ,\ t)} 為哈密頓主函數。那麼，新哈密頓量 {\displaystyle {\mathcal {K}}} 所有的偏導數都等於 0 。哈密頓方程也變得非常的簡單：
{\displaystyle {\dot {\mathbf {P} }}={\dot {\mathbf {Q} }}=0} 。
這樣，新正則坐標都成為運動常數 {\displaystyle {\boldsymbol {a}}=(a_{1},\ \ldots ,\ a_{N})} 、 {\displaystyle {\boldsymbol {b}}=(b_{1},\ \ldots ,\ b_{N})} ：
{\displaystyle \mathbf {P} ={\boldsymbol {a}}} ，
{\displaystyle \mathbf {Q} ={\boldsymbol {b}}} 。
由於 {\displaystyle \mathbf {p} ={\frac {\partial S}{\partial \mathbf {q} }}} ，代入舊哈密頓量，則可得到哈密頓-雅可比方程：
{\displaystyle {\mathcal {H}}\left(\mathbf {q} ,\ {\frac {\partial S}{\partial \mathbf {q} }},\ t\right)+{\frac {\partial S}{\partial t}}=0} 。
解析問題的重要關鍵是必須找到哈密頓主函數 {\displaystyle S(\mathbf {q} ,\ {\boldsymbol {a}},\ t)} 的方程式。一旦找到這方程式，因為
{\displaystyle \mathbf {p} ={\frac {\partial S(\mathbf {q} ,\ {\boldsymbol {a}},\ t)}{\partial \mathbf {q} }}} ，(1)
{\displaystyle \mathbf {Q} ={\boldsymbol {b}}={\frac {\partial S(\mathbf {q} ,\ {\boldsymbol {a}},\ t)}{\partial {\boldsymbol {a}}}}} 。(2)
給予 {\displaystyle \mathbf {q} } 與 {\displaystyle \mathbf {p} } 在時間 {\displaystyle t=t_{0}} 的初始值， {\displaystyle \mathbf {q} _{0}} 與 {\displaystyle \mathbf {p} _{0}} ，可以求出運動常數 {\displaystyle {\boldsymbol {a}}} ，{\displaystyle {\boldsymbol {b}}} 。知道這兩組運動常數，立刻可以得到舊正則坐標 {\displaystyle \mathbf {q} } 與 {\displaystyle \mathbf {p} } 隨時間的演變。

### 哈密頓特徵函數
假設，哈密頓量不顯含時：{\displaystyle {\frac {\partial {\mathcal {H}}}{\partial t}}=0} 。那麼，
{\displaystyle {\frac {d{\mathcal {H}}(\mathbf {q} ,\ \mathbf {p} ,\ t)}{dt}}={\frac {\partial {\mathcal {H}}}{\partial \mathbf {p} }}\cdot {\dot {\mathbf {p} }}+{\frac {\partial {\mathcal {H}}}{\partial \mathbf {q} }}\cdot {\dot {\mathbf {q} }}+{\frac {\partial {\mathcal {H}}}{\partial t}}=0} 。
哈密頓量是一個運動常數，標記為 {\displaystyle a_{\mathcal {H}}} ：
{\displaystyle {\mathcal {H}}(\mathbf {q} ,\ \mathbf {p} )=a_{\mathcal {H}}} ，
{\displaystyle {\frac {\partial S}{\partial t}}={\mathcal {K}}-{\mathcal {H}}=-a_{\mathcal {H}}} 。
哈密頓主函數可以分離成兩部分：
{\displaystyle S=W(\mathbf {q} ,\ {\boldsymbol {a}})-a_{\mathcal {H}}t} ；
其中，不含時間的函數 {\displaystyle W(\mathbf {q} ,\ {\boldsymbol {a}})} 稱為哈密頓特徵函數。
思考一個新的正則變換。設定哈密頓特徵函數 {\displaystyle W(\mathbf {q} ,\ {\boldsymbol {a}})} 為一個第二型生成函數 {\displaystyle G_{2}} ：
{\displaystyle \mathbf {p} ={\frac {\partial W}{\partial \mathbf {q} }}} ，
{\displaystyle \mathbf {Q} ={\frac {\partial W}{\partial {\boldsymbol {a}}}}} 。
那麼，哈密頓-雅可比方程變為
{\displaystyle {\mathcal {H}}(\mathbf {q} ,\ {\frac {\partial W}{\partial \mathbf {q} }})=a_{\mathcal {H}}} 。
由於哈密頓特徵函數不顯含時，新舊哈密頓量的關係為
{\displaystyle {\mathcal {K}}={\mathcal {H}}-a_{\mathcal {H}}} ；
新正則坐標隨時間的導數變為
{\displaystyle {\dot {\mathbf {P} }}=-{\frac {\partial {\mathcal {K}}}{\partial Q}}=0,\!} ，
{\displaystyle {\dot {Q}}_{1}={\frac {\partial {\mathcal {K}}}{\partial a_{1}}}=1} ，{\displaystyle \qquad \qquad }設定 {\displaystyle a_{1}} 為 {\displaystyle a_{\mathcal {H}}} ，
{\displaystyle {\dot {Q}}_{i}={\frac {\partial {\mathcal {K}}}{\partial a_{i}}}=0} ，{\displaystyle \qquad \qquad }{\displaystyle i>1} 。
所以，新正則坐標變為
{\displaystyle \mathbf {P} ={\boldsymbol {a}}} ，
{\displaystyle Q_{1}=t+b_{1}} ，
{\displaystyle Q_{i}=b_{i},\qquad \qquad I>1} 。
假若，能找到哈密頓特徵函數 {\displaystyle W(\mathbf {q} ,\ {\boldsymbol {a}})} ，給予舊廣義坐標 {\displaystyle \mathbf {q} } 與舊廣義動量 {\displaystyle \mathbf {p} } 在時間 {\displaystyle t=t_{0}} 的初始值， {\displaystyle \mathbf {q} _{0}} 與 {\displaystyle \mathbf {p} _{0}} ，依照前面所述方法，就可以求出舊正則坐標隨時間的演變。

## 分離變數法
哈密頓-雅可比方程最有用的時候，是當它可以使用分離變數法，來直接地辨明運動常數。假設，HJE 可以分為兩部分。一部分只跟廣義坐標 {\displaystyle q_{k}} 、哈密頓主函數的偏導數 {\displaystyle {\frac {\partial S}{\partial q_{k}}}} 有關，標記這部分為 {\displaystyle \psi \left(q_{k},\ {\frac {\partial S}{\partial q_{k}}}\right)} 。另一部分跟 {\displaystyle q_{k}} 、 {\displaystyle {\frac {\partial S}{\partial q_{k}}}} 無關。對於這狀況，哈密頓主函數 {\displaystyle S} 可以分離為兩個函數。一個函數 {\displaystyle S_{k}} 除了廣義坐標 {\displaystyle q_{k}} 以外，跟任何其它廣義坐標無關。另外一個函數 {\displaystyle S_{\rm {rem}}} 跟 {\displaystyle q_{k}} 無關。
{\displaystyle S=S_{k}(q_{k};\ \mathbf {P} )+S_{\rm {rem}}(q_{1},\ \dots ,\ q_{k-1},\ q_{k+1},\ \ldots ,\ q_{N};\ \mathbf {P} ;\ t)} 。
由於每一個廣義動量都是運動常數，{\displaystyle \mathbf {P} =\mathbf {a} } ，函數 {\displaystyle S_{k}} 只跟廣義座標 {\displaystyle q_{k}} 有關：
{\displaystyle S_{k}(q_{k};\ \mathbf {P} )=S_{k}(q_{k})} ，
{\displaystyle \psi \left(q_{k},\ {\frac {\partial S}{\partial q_{k}}}\right)=\psi \left(q_{k},\ {\frac {dS_{k}}{dq_{k}}}\right)=\psi (q_{k})} 。
若將哈密頓主函數 {\displaystyle S} 代入 HJE，則可以觀察到，{\displaystyle q_{k}} 只出現於函數 {\displaystyle \psi } 內部，而不出現於 HJE 的任何其它地方。所以，函數 {\displaystyle \psi } 必須等於常數（在這裏標記為 {\displaystyle \Gamma _{k}}）。這樣，可得到一個一階常微分方程：
{\displaystyle \psi \left(q_{k},\ {\frac {dS_{k}}{dq_{k}}}\right)=\Gamma _{k}} 。
在某些問題裏，很幸運地，函數 {\displaystyle S} 可以完全的分離為 {\displaystyle N} 個函數 {\displaystyle S_{k}(q_{k})}：
{\displaystyle S=S_{1}(q_{1})+S_{2}(q_{2})+\cdots +S_{N}(q_{N})-a_{\mathcal {H}}t} 。
這些問題的偏微分方程可以分離為 {\displaystyle N} 個常微分方程。
哈密頓主函數 {\displaystyle S} 的可分性，相關於哈密頓量和廣義坐標的選擇。假若，一個物理系統符合施特克爾條件 (Staeckel conditions) ，則哈密頓主函數 {\displaystyle S} 可以完全分離。以下為用幾種正交座標來完全分離 HJE 的例子。

### 球坐標系
採用球坐標 {\displaystyle (r,\ \theta ,\ \phi )} ，假設一個物理系統的哈密頓量為
{\displaystyle {\mathcal {H}}={\frac {1}{2m}}\left[p_{r}^{2}+{\frac {p_{\theta }^{2}}{r^{2}}}+{\frac {p_{\phi }^{2}}{r^{2}\sin ^{2}\theta }}\right]+U(r,\ \theta ,\ \phi )} ；
其中，{\displaystyle (p_{r},\ p_{\theta },\ p_{\phi })} 是廣義動量，{\displaystyle U} 為位勢函數，不含時間。
那麼，哈密頓-雅可比方程可以表達為
{\displaystyle {\mathcal {H}}={\frac {1}{2m}}\left[\left({\frac {\partial S}{\partial r}}\right)^{2}+{\frac {1}{r^{2}}}\left({\frac {\partial S}{\partial \theta }}\right)^{2}+{\frac {1}{r^{2}\sin ^{2}\theta }}\left({\frac {\partial S}{\partial \phi }}\right)^{2}\right]+U(r,\ \theta ,\ \phi )+{\frac {\partial S}{\partial t}}=0} ；
其中，{\displaystyle S} 是哈密頓主函數。
假若，位勢函數 {\displaystyle U(r,\ \theta ,\ \phi )} 的形式可以進一步設定為
{\displaystyle U(r,\ \theta ,\ \phi )=U_{r}(r)+{\frac {U_{\theta }(\theta )}{r^{2}}}+{\frac {U_{\phi }(\phi )}{r^{2}\sin ^{2}\theta }}} ；
其中， {\displaystyle U_{r}(r)} 、 {\displaystyle U_{\theta }(\theta )} 、 {\displaystyle U_{\phi }(\phi )} ，都是任意函數；則 HJE 是完全可分的。將完全分離的解答 {\displaystyle S=S_{r}(r)+S_{\theta }(\theta )+S_{\phi }(\phi )-a_{\mathcal {H}}t} 代入 HJE ，會得到方程式
{\displaystyle \left[\left({\frac {dS_{r}}{dr}}\right)^{2}+2mU_{r}(r)\right]+{\frac {1}{r^{2}}}\left[\left({\frac {dS_{\theta }}{d\theta }}\right)^{2}+2mU_{\theta }(\theta )\right]+{\frac {1}{r^{2}\sin ^{2}\theta }}\left[\left({\frac {dS_{\phi }}{d\phi }}\right)^{2}+2mU_{\phi }(\phi )\right]=2ma_{\mathcal {H}}} 。
變數 {\displaystyle \phi } 只出現於公式左手邊的第三個方括弧內；其它變數都不出現於公式的這部分。所以，可以將這部分孤立出來，成為一個常微分方程：
{\displaystyle \left({\frac {dS_{\phi }}{d\phi }}\right)^{2}+2mU_{\phi }(\phi )=\Gamma _{\phi }} ；
其中，{\displaystyle \Gamma _{\phi }} 是運動常數。
簡化的 HJE 跟 {\displaystyle \phi } 無關：
{\displaystyle \left[\left({\frac {dS_{r}}{dr}}\right)^{2}+2mU_{r}(r)\right]+{\frac {1}{r^{2}}}\left[\left({\frac {dS_{\theta }}{d\theta }}\right)^{2}+2mU_{\theta }(\theta )+{\frac {\Gamma _{\phi }}{\sin ^{2}\theta }}\right]=2ma_{\mathcal {H}}} 。
同樣地，可以將變數 {\displaystyle \theta } 出現的部分孤立出來，成為一個常微分方程：
{\displaystyle \left({\frac {dS_{\theta }}{d\theta }}\right)^{2}+2mU_{\theta }(\theta )+{\frac {\Gamma _{\phi }}{\sin ^{2}\theta }}=\Gamma _{\theta }} ；
其中，{\displaystyle \Gamma _{\theta }} 是運動常數。
剩下的是一個徑向距離函數 {\displaystyle S_{r}} 的常微分方程。：
{\displaystyle \left({\frac {dS_{r}}{dr}}\right)^{2}+2mU_{r}(r)+{\frac {\Gamma _{\theta }}{r^{2}}}=2ma_{\mathcal {H}}} 。
這樣，可以完全地分離 HJE 。

### 橢圓柱坐標系
採用橢圓柱坐標 {\displaystyle (\mu ,\ \nu ,\ z)} ，假設假設一個物理系統的哈密頓量為
{\displaystyle {\mathcal {H}}={\frac {p_{\mu }^{2}+p_{\nu }^{2}}{2ma^{2}\left(\sinh ^{2}\mu +\sin ^{2}\nu \right)}}+{\frac {p_{z}^{2}}{2m}}+U(\mu ,\ \nu ,\ z)}
其中，{\displaystyle (p_{\mu },\ p_{\nu },\ p_{z})} 是廣義動量，{\displaystyle U} 為位勢函數，不含時間。
那麼，哈密頓-雅可比方程可以表達為
{\displaystyle {\mathcal {H}}={\frac {1}{2ma^{2}(\sinh ^{2}\mu +\sin ^{2}\nu )}}\left[\left({\frac {\partial S}{\partial \mu }}\right)^{2}+\left({\frac {\partial S}{\partial \nu }}\right)^{2}\right]+{\frac {1}{2m}}\left({\frac {\partial S}{\partial z}}\right)^{2}+U(\mu ,\ \nu ,\ z)+{\frac {\partial S}{\partial t}}=0} 。
假若，位勢函數 {\displaystyle U(\mu ,\ \nu ,\ z)} 的形式可以進一步設定為
{\displaystyle U(\mu ,\ \nu ,\ z)={\frac {U_{\mu }(\mu )+U_{\nu }(\nu )}{\sinh ^{2}\mu +\sin ^{2}\nu }}+U_{z}(z)} ；
其中，{\displaystyle U_{\mu }(\mu )} 、 {\displaystyle U_{\nu }(\nu )} 、 {\displaystyle U_{z}(z)} ，都是任意函數；則 HJE 是完全可分的。猜想一個完全分離解答 {\displaystyle S=S_{\mu }(\mu )+S_{\nu }(\nu )+S_{z}(z)-a_{\mathcal {H}}t} 。將這猜想公式代入 HJE ，
{\displaystyle {\frac {1}{2m}}\left({\frac {dS_{z}}{dz}}\right)^{2}+U_{z}(z)+{\frac {1}{2ma^{2}(\sinh ^{2}\mu +\sin ^{2}\nu )}}\left[\left({\frac {dS_{\mu }}{d\mu }}\right)^{2}+\left({\frac {dS_{\nu }}{d\nu }}\right)^{2}+2ma^{2}U_{\mu }(\mu )+2ma^{2}U_{\nu }(\nu )\right]=a_{\mathcal {H}}} 。
公式左手邊的前兩個項目只跟變量 {\displaystyle z} 有關；其它的項目都跟 {\displaystyle z} 無關。所以，可以將那兩個項目分離出來，成為一個常微分方程：
{\displaystyle {\frac {1}{2m}}\left({\frac {dS_{z}}{dz}}\right)^{2}+U_{z}(z)=\Gamma _{z}} ；
其中，{\displaystyle \Gamma _{z}} 是運動常數。
簡化的 HJE 跟 {\displaystyle z} 有關：
{\displaystyle \left({\frac {dS_{\mu }}{d\mu }}\right)^{2}+\left({\frac {dS_{\nu }}{d\nu }}\right)^{2}+2ma^{2}U_{\mu }(\mu )+2ma^{2}U_{\nu }(\nu )=2ma^{2}\left(\sinh ^{2}\mu +\sin ^{2}\nu \right)\left(a_{\mathcal {H}}-\Gamma _{z}\right)} 。
這公式又可以分離成兩個相互獨立的常微分方程：
{\displaystyle \left({\frac {dS_{\mu }}{d\mu }}\right)^{2}+2ma^{2}U_{\mu }(\mu )+2ma^{2}\left(\Gamma _{z}-a_{\mathcal {H}}\right)\sinh ^{2}\mu =\Gamma _{\mu }} ，
{\displaystyle \left({\frac {dS_{\nu }}{d\nu }}\right)^{2}+2ma^{2}U_{\nu }(\nu )+2ma^{2}\left(\Gamma _{z}-a_{\mathcal {H}}\right)\sin ^{2}\nu =-\Gamma _{\mu }} 。
其中，{\displaystyle \Gamma _{\mu }} 是運動常數。
這樣，可以完全地分離 HJE 。

### 拋物柱面坐標系
採用拋物柱面坐標 {\displaystyle (\sigma ,\ \tau ,\ z)} ，假設假設一個物理系統的哈密頓量為
{\displaystyle {\mathcal {H}}={\frac {p_{\sigma }^{2}+p_{\tau }^{2}}{2m\left(\sigma ^{2}+\tau ^{2}\right)}}+{\frac {p_{z}^{2}}{2m}}+U(\sigma ,\ \tau ,\ z)} ；
其中，{\displaystyle (p_{\sigma },\ p_{\tau },\ p_{z})} 是廣義動量，{\displaystyle U} 為位勢函數，不含時間。
那麼，哈密頓-雅可比方程可以表達為
{\displaystyle {\mathcal {H}}={\frac {1}{2m(\sigma ^{2}+\tau ^{2})}}\left[\left({\frac {\partial S}{\partial \sigma }}\right)^{2}+\left({\frac {\partial S}{\partial \tau }}\right)^{2}\right]+{\frac {1}{2m}}\left({\frac {\partial S}{\partial z}}\right)^{2}+U(\sigma ,\ \tau ,\ z)+{\frac {\partial S}{\partial t}}=0} 。
假若，位勢函數 {\displaystyle U(\sigma ,\ \tau ,\ z)} 的形式可以進一步設定為
{\displaystyle U(\sigma ,\ \tau ,\ z)={\frac {U_{\sigma }(\sigma )+U_{\tau }(\tau )}{\sigma ^{2}+\tau ^{2}}}+U_{z}(z)} ；
其中，{\displaystyle U_{\sigma }(\sigma )} 、 {\displaystyle U_{\tau }(\tau )} 、 {\displaystyle U_{z}(z)} ，都是任意函數；則 HJE 是完全可分的。猜想一個完全分離解答 {\displaystyle S=S_{\sigma }(\sigma )+S_{\tau }(\tau )+S_{z}(z)-a_{\mathcal {H}}t} 。將這猜想公式代入 HJE ，
{\displaystyle {\frac {1}{2m}}\left({\frac {dS_{z}}{dz}}\right)^{2}+U_{z}(z)+{\frac {1}{2m\left(\sigma ^{2}+\tau ^{2}\right)}}\left[\left({\frac {dS_{\sigma }}{d\sigma }}\right)^{2}+\left({\frac {dS_{\tau }}{d\tau }}\right)^{2}+2mU_{\sigma }(\sigma )+2mU_{\tau }(\tau )\right]=a_{\mathcal {H}}} 。
公式左手邊的前兩個項目只跟變量 {\displaystyle z} 有關；其它的項目都跟 {\displaystyle z} 無關。所以，可以將那兩個項目分離出來，成為一個常微分方程：
{\displaystyle {\frac {1}{2m}}\left({\frac {dS_{z}}{dz}}\right)^{2}+U_{z}(z)=\Gamma _{z}} ；
其中，{\displaystyle \Gamma _{z}} 是運動常數。
簡化的HJE跟 {\displaystyle z} 無關：
{\displaystyle \left({\frac {dS_{\sigma }}{d\sigma }}\right)^{2}+\left({\frac {dS_{\tau }}{d\tau }}\right)^{2}+2mU_{\sigma }(\sigma )+2mU_{\tau }(\tau )=2m\left(\sigma ^{2}+\tau ^{2}\right)\left(a_{\mathcal {H}}-\Gamma _{z}\right)} 。
這公式又可以分離成兩個相互獨立的常微分方程：
{\displaystyle \left({\frac {dS_{\sigma }}{d\sigma }}\right)^{2}+2mU_{\sigma }(\sigma )+2m\sigma ^{2}\left(\Gamma _{z}-a_{\mathcal {H}}\right)=\Gamma _{\sigma }} ，
{\displaystyle \left({\frac {dS_{\tau }}{d\tau }}\right)^{2}+2ma^{2}U_{\tau }(\tau )+2m\tau ^{2}\left(\Gamma _{z}-a_{\mathcal {H}}\right)=-\Gamma _{\sigma }} ；
其中，{\displaystyle \Gamma _{\sigma }} 是運動常數。
這樣，可以完全地分離HJE。

## 薛丁格方程式
「哈密頓類比」是威廉·哈密頓在研究古典力學時給出的理論，又稱為「光學-力學類比」；哈密頓指出，在古典力學裏粒子的運動軌道，就如同在幾何光學裏光線的傳播路徑；垂直於這軌道的等作用量曲面，就如同垂直於路徑的等傳播時間曲面；描述粒子運動的最小作用量原理，就如同描述光線傳播的費馬原理。哈密頓發現，使用哈密頓-雅可比方程式，可以推導出最小作用量原理與費馬原理；同樣的形式論，可以描述光的物理行為，不論光是由遵守費馬原理的光線組成，還是由遵守最小作用量原理的粒子組成。
很多光的性質，例如，衍射、干涉等等，無法用幾何光學的理論來作解釋，必須要用到波動光學的理論來證實。這意味著幾何光學不等價於波動光學，幾何光學是波動光學的波長超短於粒子軌道曲率半徑的極限案例。哈密頓又研究發現，使用哈密頓-雅可比方程式也可以描述波動光學裏遵守惠更斯原理的光波，只要將光線的等傳播時間曲面改為光波的波前。薛丁格尋思，古典力學與量子力學之間的關係，就如同幾何光學與波動光學之間的關係；哈密頓-雅可比方程式應該對應於量子力學的波動方程式在某種極限的案例，而這極限應該也是物質波波長超短於粒子軌道曲率半徑的極限（或按照對應原理，普朗克常數趨於0的極限）；按照先前哈密頓類比的模式，依樣畫葫蘆，應該可以找到正確形式的波動方程式。這想法很正確，經過一番努力，他成功地推導出薛丁格方程式。

### 粒子方程式⇒波動方程式
設想一個粒子，運動於一個保守的位勢 {\displaystyle U(\mathbf {r} )} ，它的哈密頓-雅可比方程為
{\displaystyle {\frac {1}{2m}}\left({\boldsymbol {\nabla }}S\right)^{2}+U+{\frac {\partial S}{\partial t}}=0} ；
其中，{\displaystyle S(\mathbf {r} ,\ {\boldsymbol {a}};\ t)} 是哈密頓主函數。
由於位勢與時間無關，哈密頓主函數可以分離成兩部分：
{\displaystyle S=W(\mathbf {r} ,\ {\boldsymbol {a}})-Et} ；
其中，不含時的函數 {\displaystyle W(\mathbf {r} ,\ {\boldsymbol {a}})} 是哈密頓特徵函數，{\displaystyle E} 是能量。
將哈密頓主函數的公式代入哈密頓-雅可比方程，稍加運算，可以得到
{\displaystyle |{\boldsymbol {\nabla }}S|={\sqrt {2m(E-U)}}} ；
哈密頓主函數對於時間的全導數是
{\displaystyle {\frac {dS}{dt}}={\frac {\partial S}{\partial t}}+\nabla S\cdot {\frac {d\mathbf {r} }{dt}}} 。
哈密頓主函數 {\displaystyle S} 的常數等值曲面 {\displaystyle \sigma _{0}} 在空間移動的方程式為
{\displaystyle 0={\frac {\partial S}{\partial t}}+\nabla S\cdot {\frac {d\mathbf {r} }{dt}}=-E+\nabla S\cdot {\frac {d\mathbf {r} }{dt}}} 。
所以，在設定等值曲面的正負面後，{\displaystyle \sigma _{0}} 朝著法線方向移動的速度 {\displaystyle u} 是
{\displaystyle u={\frac {dr}{dt}}={\frac {E}{|\nabla S|}}={\frac {E}{\sqrt {2m(E-U)}}}} 。
這速度 {\displaystyle u} 是相速度，而不是粒子的移動速度 {\displaystyle v} ：
{\displaystyle v={\frac {|{\boldsymbol {\nabla }}S|}{m}}={\sqrt {\frac {2(E-U)}{m}}}} 。
想像 {\displaystyle \sigma _{0}} 為一個相位曲面。既然粒子具有波粒二象性，試著給予粒子一個相位與 {\displaystyle S} 成比例的波函數：
{\displaystyle \Psi (\mathbf {r} ,\,t)=A(\mathbf {r} )e^{iS/\kappa }} ；
其中，{\displaystyle \kappa } 是常數，{\displaystyle A(\mathbf {r} )} 是跟位置有關的係數函數。
將哈密頓主函數的公式代入 {\displaystyle \Psi (\mathbf {r} ,\,t)} 波函數，
{\displaystyle \Psi (\mathbf {r} ,\,t)=A(\mathbf {r} )e^{i(W-Et)/\kappa }} 。
注意到 {\displaystyle E/\kappa } 的因次必須是頻率，薛丁格突然想到愛因斯坦的光電效應理論 {\displaystyle E=\hbar \omega } ；其中，{\displaystyle \hbar } 是約化普朗克常數，{\displaystyle \omega } 是角頻率。他嘗試設定 {\displaystyle \kappa =\hbar } ，粒子的波函數 {\displaystyle \Psi } 變為
{\displaystyle \Psi (\mathbf {r} ,\,t)=A(\mathbf {r} )e^{i(W-Et)/\hbar }=\psi (\mathbf {r} )e^{-iEt/\hbar }} ；
其中，{\displaystyle \psi (\mathbf {r} )=A(\mathbf {r} )e^{iW(\mathbf {r} )/\hbar }} 。
{\displaystyle \Psi (\mathbf {r} ,\,t)} 的波動方程式為
{\displaystyle \nabla ^{2}\Psi -{\frac {1}{u^{2}}}{\frac {\partial ^{2}\Psi }{\partial t^{2}}}=0} 。
將 {\displaystyle \Psi (\mathbf {r} ,\,t)} 波函數代入波動方程式，
經過一番運算，得到
{\displaystyle \nabla ^{2}\Psi -{\frac {E^{2}}{\hbar ^{2}u^{2}}}\Psi =\nabla ^{2}\Psi -{\frac {2m(E-U)}{\hbar ^{2}}}\Psi =0} 。
注意到 {\displaystyle E\Psi =i\hbar {\frac {\partial \Psi }{\partial t}}} 。稍加編排，可以推導出含時薛丁格方程式：
{\displaystyle -{\frac {\hbar ^{2}}{2m}}\nabla ^{2}\Psi (\mathbf {r} ,\,t)+U\Psi (\mathbf {r} ,\,t)=i\hbar {\frac {\partial \Psi (\mathbf {r} ,\,t)}{\partial t}}} 。

### 波動方程式⇒粒子方程式
逆反過來，從薛丁格方程式開始：:102-103
{\displaystyle -{\frac {\hbar ^{2}}{2m}}\nabla ^{2}\Psi (\mathbf {r} ,\,t)+U\Psi (\mathbf {r} ,\,t)=i\hbar {\frac {\partial \Psi (\mathbf {r} ,\,t)}{\partial t}}} 。
猜想 {\displaystyle \Psi } 的形式為
{\displaystyle \Psi =\psi (\mathbf {r} )e^{iS(\mathbf {r} ,\,t)/\hbar }} 。
將 {\displaystyle \Psi } 代入薛丁格方程式，稍加運算，可以得到
{\displaystyle {\frac {1}{2m}}\left({\boldsymbol {\nabla }}S\right)^{2}+U+{\frac {\partial S}{\partial t}}={\frac {i\hbar }{2m}}\nabla ^{2}S} 。
取經典極限，{\displaystyle \hbar \rightarrow 0}，則可得到哈密頓-雅可比方程：
{\displaystyle {\frac {1}{2m}}\left({\boldsymbol {\nabla }}S\right)^{2}+U+{\frac {\partial S}{\partial t}}=0} 。
由於這取極限的動作，在希爾伯特空間裏對於態向量的描述改變為在相空間裏對於粒子位置與動量的描述。薛丁格方程屬於線性方程，假若{\displaystyle \chi _{1}}、{\displaystyle \chi _{2}}皆是薛丁格方程的解答，則它們的線性疊加{\displaystyle c_{1}\chi _{1}+c_{2}\chi _{2}}必定也是解答，其中{\displaystyle c_{1}}、{\displaystyle c_{2}}皆是複係數。哈密頓-雅可比方程屬於非線性方程，假若{\displaystyle f_{1}}、{\displaystyle f_{2}}皆是哈密頓-雅可比方程的解答，則它們的線性疊加{\displaystyle c_{1}f_{1}+c_{2}f_{2}}必定不是解答。這意味著，在量子力學可以觀察得到的量子疊加現象，無法出現在經典力學。但是，簡單地推論，經典力學應是量子力學的極限案例，為什麼量子疊加現象無法出現於經典力學裏？這不僅僅是個理論問題，在實驗室裏，時常可以觀察到微觀粒子呈現出量子疊加現象，為什麼無法觀察到宏觀物體呈現出同樣的現象:第1A節？更詳盡內容，請參閱條目量子退相干。

## 重力場
重力場可以用哈密頓-雅可比方程表達為
{\displaystyle g^{ik}{\frac {\partial {S}}{\partial {x^{i}}}}{\frac {\partial {S}}{\partial {x^{k}}}}-m^{2}c^{2}=0} ；
其中，{\displaystyle g^{ik}} 是度規張量逆變 (contravariant) 分量，{\displaystyle m} 是固有質量，{\displaystyle c} 是光速。

## 參閱
- 哈密頓方程
- 作用量
- 作用量-角度坐標
- 拉普拉斯-龍格-冷次向量[錨點失效]